# Сільвен Арман
Сільве́н Арма́н (фр. Sylvain Armand, нар. 1 серпня 1980, Сент-Етьєн) — колишній французький футболіст, захисник.
Найбільш відомий виступами за «Нант», «Парі Сен-Жермен», «Ренн», у складі яких за кар'єру сумарно провів 506 матчів у вищому французькому дивізіоні та виграв низку національних трофеїв. Також виступав за молодіжну збірну Франції, з якою став фіналістом молодіжного чемпіонату Європи у 2002 році.

## Клубна кар'єра
У дорослому футболі дебютував 1999 року виступами за нижчоліговий «Клермон», в якому провів один сезон, взявши участь у 28 матчах чемпіонату.
Своєю грою за цю команду привернув увагу представників тренерського штабу клубу «Нант», до складу якого приєднався 2000 року. Відіграв за команду з Нанта наступні чотири сезони своєї ігрової кар'єри. Більшість часу, проведеного у складі «Нанта», був основним гравцем захисту команди. За цей час виборов титул чемпіона Франції і Суперкубок Франції у 2001 році. Варто також відзначити, що Арман в 2002 забив гол у груповому турнірі Ліги чемпіонів у ворота «Лаціо» після проходу по лівому флангу, де він зазвичай і грав.
До складу клубу «Парі Сен-Жермен» приєднався влітку 2004 року разом з одноклубником Маріо Єпесом. У цьому клубі він грав до 2013 року і виграв чемпіонат Франції в останньому сезоні, а також Кубок Франції у 2004, 2006 і 2010 роках та Кубок французької ліги у 2008 році. Всього встиг відіграти за паризьку команду 285 матчів у Лізі 1.
В червні 2013 року Арман на правах вільного агента перейшов в «Ренн». За цей клуб він виступав протягом чотирьох років, зігравши понад сто матчів у чемпіонату Франції, був капітаном команди. Після закінчення сезону 2016/17 Арман завершив кар'єру футболіста і незабаром був призначений заступником директора по підбору гравців в «Ренні».

## Виступи за збірну
Протягом 2000–2002 років залучався до складу молодіжної збірної Франції, у складі якої брав участь у молодіжному чемпіонаті Європи 2002 року, на якому дійшов з командою до фіналу і здобув срібні медалі. Всього на молодіжному рівні зіграв у 9 офіційних матчах.

## Титули і досягнення
- Чемпіон Франції (2):

«Нант»: 2000-01
«Парі Сен-Жермен»: 2012-13
- Володар Кубка Франції (2):

«Парі Сен-Жермен»: 2005-06, 2009-10
- Володар Кубка французької ліги (1):

«Парі Сен-Жермен»: 2007-08
- Володар Суперкубка Франції (1):

«Нант»: 2001